# Geografia Australii

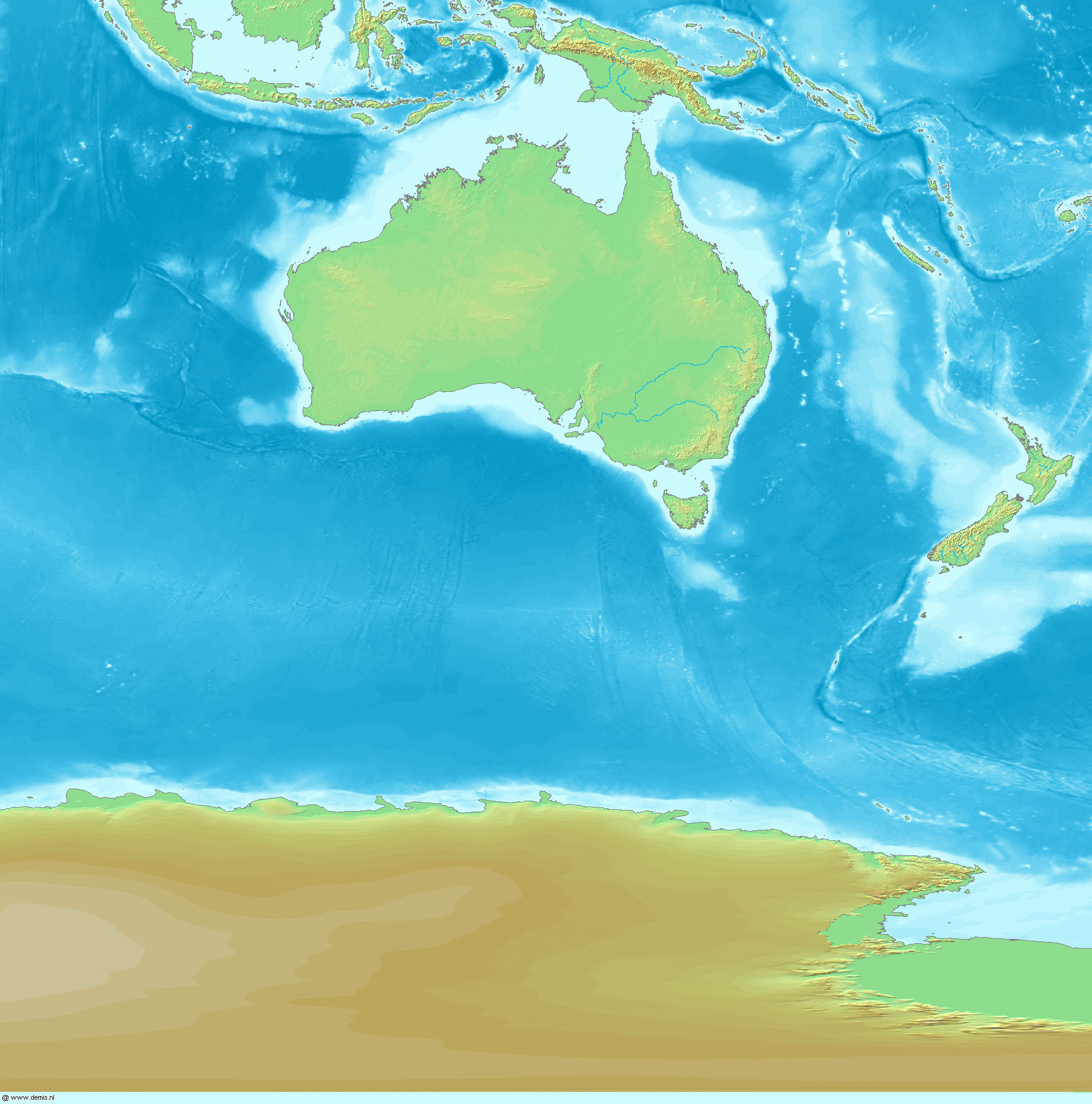
Australia i regiony stykające się z nią. Od południa, wschodu i zachodu, kraj otaczają otwarte wody oceanów: Indyjskiego na zachodzie i południu i Spokojnego na wschodzie. Od północy ląd Australii oblewają wody Morza Timor i Arafura, które oddzielają ją od południowo-wschodniej części Azji

Wody terytorialne Australii

Australia – państwo położone jest na kontynencie australijskim, zaliczane do jednych z największych państw świata. Australia leży na półkuli południowej i wschodniej. Kontynent australijski, na którym leży Związek Australijski, jest najbardziej płaskim ze wszystkich kontynentów ze średnią wysokością wynoszącą 330 m n.p.m. Kraj ten cechuje się zróżnicowanym klimatem i przyrodą, gdzie występuje wiele gatunków roślin i zwierząt endemicznych.

## Powierzchnia, położenie i granice
Powierzchnia: szósty co do wielkości kraj świata.
- całkowita: 7 686 850 km²
- ląd: 7 617 930 km²
- woda: 68 920 km²

Położenie – Australia leży pomiędzy Oceanem Indyjskim od zachodu i południa a Oceanem Spokojnym od wschodu i północy.
Skrajne punkty kontynentu australijskiego to:
- północny – 10°41′S – Przylądek Jork
- południowy – 43°38′S – Przylądek Południowo-Wschodni
- zachodni – 113°09′E – Steep Point
- wschodni – 153°42′E – Przylądek Byrona

Włączając przybrzeżne wyspy Australii, najdalej na południe wysuniętym punktem jest Przylądek Południowo-Wschodni na Tasmanii leżący na 43°39′S. Na północy, najdalej wysuniętym punktem jest wybrzeże Wyspy Banksa – 9°55′S. Rozciągłość południkowa Australii wynosi około 3200 km, a równoleżnikowa około 4400 km.
Granice – Australia nie graniczy lądowo z żadnym państwem, jednak od północy poprzez wody terytorialne Morza Arafura i Cieśniny Torresa, graniczy z Indonezją i Papuą-Nową Gwineą.
Linia brzegowa: 25 760 km.
Odległości od Australii:
| północny zachód: Jawa (Indonezja) (~1300 km)          | północ: Nowa Gwinea (Indonezja) (160 km) | północny wschód: Wyspy Salomona (~1700 km)  |
| zachód: Madagaskar (~6600 km)                         |                                          | wschód: Nowa Kaledonia (~1300 km)           |
| południowy zachód: Wyspy Heard i McDonalda (~4000 km) | południe: Antarktyda (~2600 km)          | południowy wschód: Nowa Zelandia (~1700 km) |

## Ukształtowanie poziome

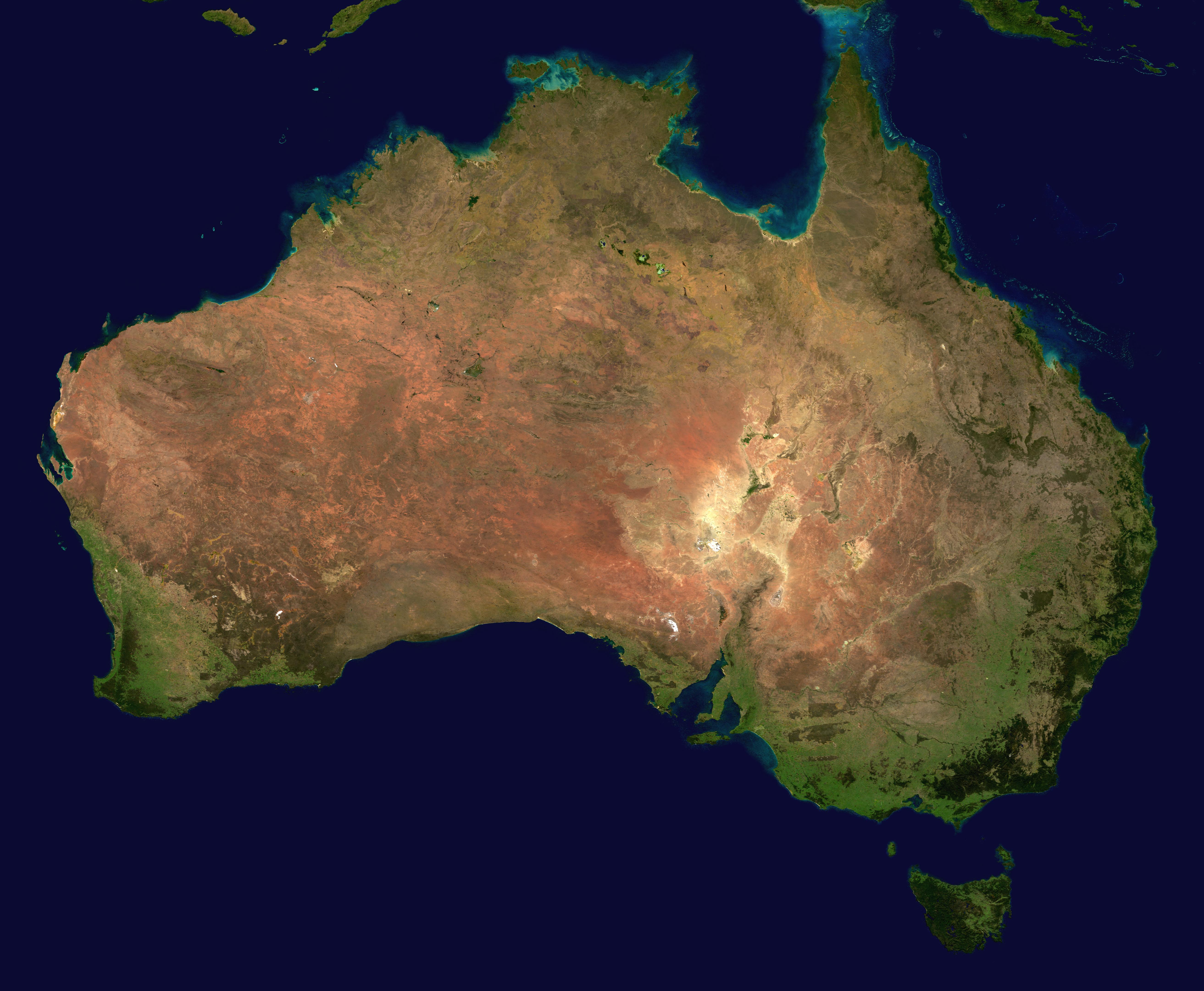
Australia – zdjęcie satelitarne

Linia brzegowa kraju jest słabo rozwinięta, łączna powierzchnia wysp i półwyspów stanowi 1/40 obszaru kraju.

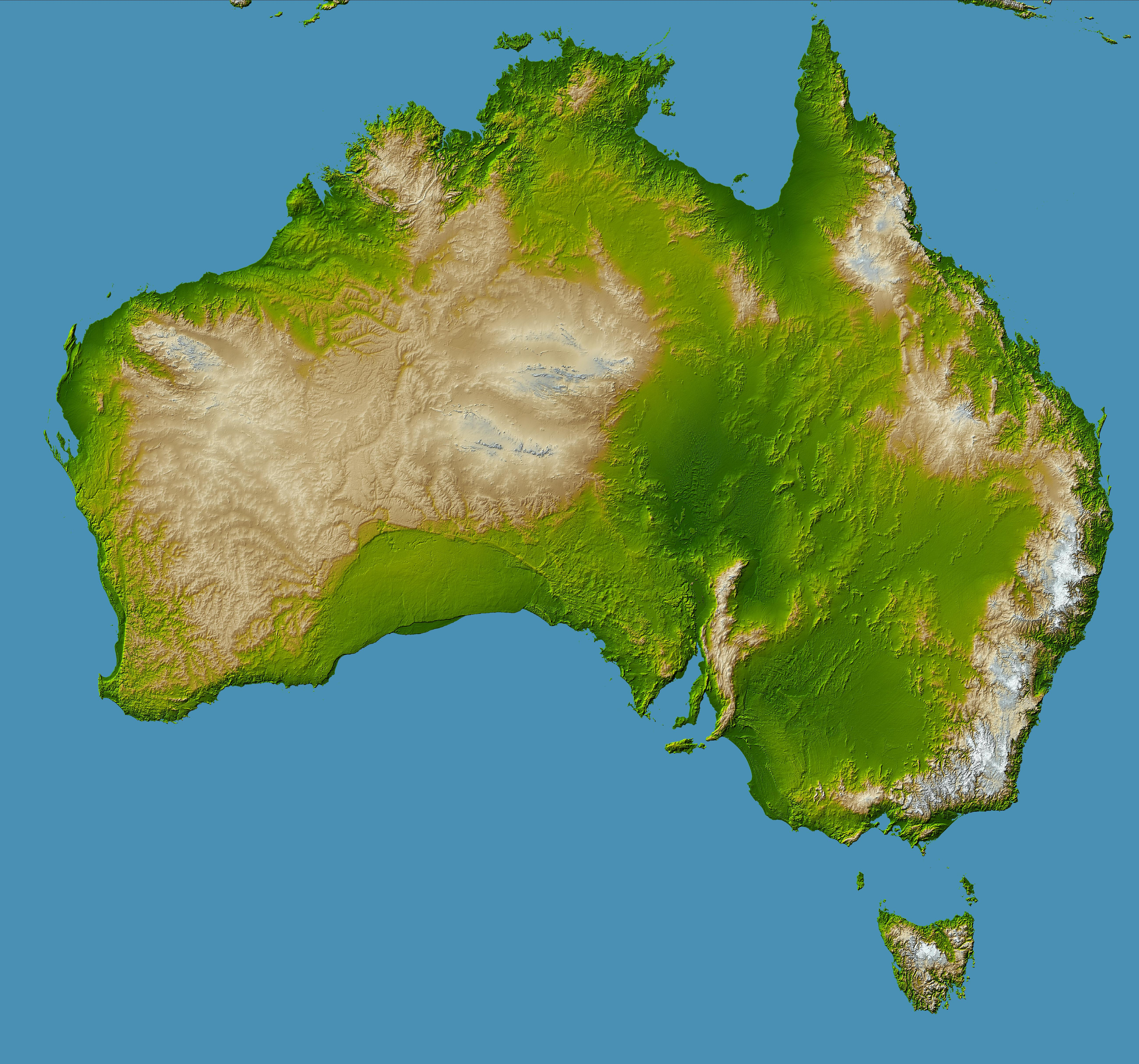
Mapa fizyczna Australii

- Mapa fizyczna AustraliiWybrzeże południowo-wschodnie – wybrzeże to oblewają wody Oceanu Spokojnego i Morza Tasmana, które oddziela Australię od Nowej Zelandii. Linia brzegowa tego wybrzeża jest słabo urozmaicona, w wielu miejscach ma postać wyrównaną. Wybrzeże to urozmaicają niewielkie zatoki. Wybrzeże południowo-wschodnie jest w przeważającej części skaliste i wysokie, w wielu miejscach występują klify. Na wielu odcinkach góry sięgają samego brzegu morskiego. Północna część tego odcinka wybrzeża jest płaska, gdzie występują mierzeje.
- Wybrzeże północno-wschodnie – oblewają je wody Morza Koralowego, stanowiącego część Pacyfiku. Linia brzegowa jest średnio urozmaicona, gdzie licznie występują niewielkie zatoki i półwyspy, oraz przybrzeżne wyspy. Jedną z wysp jest największa wyspa tego regionu- Wielka Wyspa Piaszczysta. Wybrzeże jest niskie, w wielu miejscach ma postać mangrową. W regionie tym ciągnie się Wielka Rafa Koralowa, długa na ponad 2 tys. km. Rafa ta znajduje się od 8 do 180 km od wybrzeża. Północno-wschodnie wybrzeże kraju kończy się na Przylądku Jork. W miejscu tym znajduje się szeroka na 170 km Cieśnina Torresa.
- Wybrzeże północne – wybrzeże to oddzielone jest od wybrzeża północno-wschodniego Półwyspem Jork. Do tego wybrzeża przylega Morze Arafura, ograniczone od wschodu Cieśniną Torresa. Wybrzeże północne cechuje się dobrze rozwiniętą linią brzegową. Na ponad 600 km w głąb lądu wcina się Zatoka Karpentaria, posiadająca charakterystyczny czworoboczny kształt. Zatoka ta oddziela od siebie dwa półwyspy: Jork na wschodzie i szeroką Ziemię Arnhema na zachodzie. Wybrzeże północne kończy się na Zatoce Józefa Bonapartego i jest częściowo skaliste, gdzie występują także niskie odcinki plażowe, jak i zabagnione. U północnych wybrzeży Australii znajdują się liczne wyspy, których największe skupisko znajduje się na północnym odcinki linii brzegowej Ziemi Arnhema. Są to przede wszystkim wyspy Melville’a i Wessela.
- Wybrzeże północno-zachodnie oblewane jest w części północnej przez Morze Timor, a w południowej przez otwarte wody Oceanu Indyjskiego. Wybrzeże to ciągnie się od Zatoki Józefa Bonapartego do Przylądka Północno-Zachodniego. Linia brzegowa Zatoki Józefa Bonapartego urozmaicona jest szerokimi estuariami rzek: Ord, Victoria i Daly. Wybrzeże jest niskie i płaskie, w większości namorzynowe i zabagnione. Dalszy odcinek linii brzegowej ma postać riasową, urozmaicają go liczne niewielkie i głęboko wcięte w ląd zatoki. Obszar ten to region zwany Kimberley. Od przylądka Lévênque linia brzegowa staje się coraz mniej urozmaicona i u brzegów Wielkiej Pustyni Piaszczystej jest wyrównana. Jest to tzw. Osiemdziesięciomilowa Plaża. Wybrzeże jest w tym regionie niskie i plażowe, gdzie w niektórych miejscach pustynia dochodzi do samego morza. Od miasta Port Hedland do Przylądka Północno-Zachodniego linia brzegowa jest umiarkowanie rozwinięta, gdzie znajduje się kilka małych wysp m.in. Wyspa Barrowa.

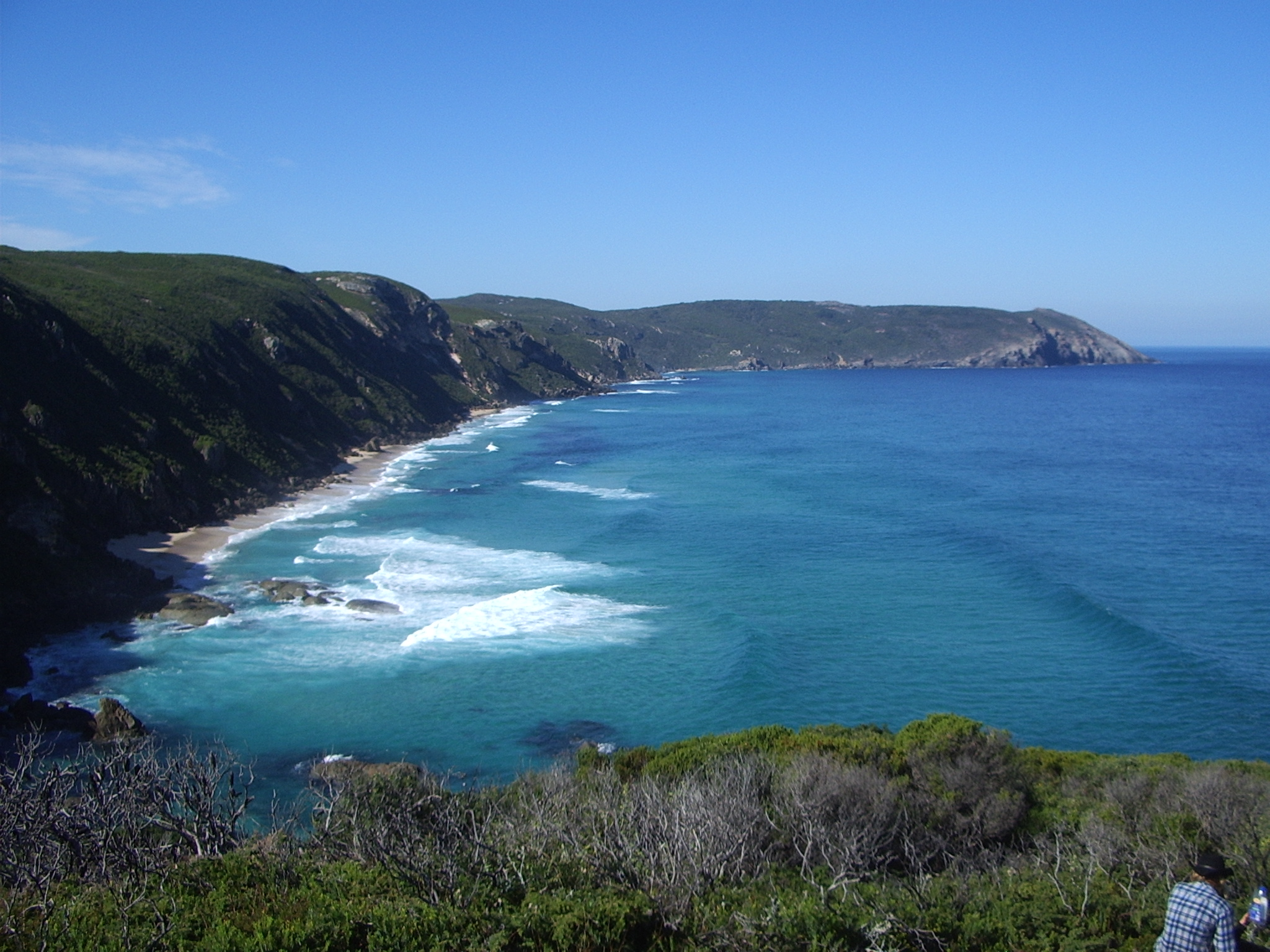
Wybrzeże w południowo-zachodniej Australii

- Wybrzeże zachodnie oblewane jest przez otwarte wody Oceanu Indyjskiego, jego odcinek kończy się na Przylądku Leeuwin. Linia brzegowa tego wybrzeża jest generalnie słabo rozwinięta. Tylko w niektórych miejscach znajdują się zatoki m.in. Zatoka Rekina. Na większości odcinków linia brzegowa zachodnia jest wyrównana. Wybrzeże w wielu miejscach jest skaliste, gdzie na niektórych odcinkach występują wysokie klify. Miejscami wybrzeże jest także niskie.
- Wybrzeże południowe oblewane jest większości przez Basen Południowoaustralijski, będący częścią Oceanu Indyjskiego. Na samym wschodzie leży wyspa Tasmania, która jest największą wyspą kraju. Tasmanię od Australii oddziela Cieśnina Bassa. Linię brzegową południowego wybrzeża można podzielić na dwie części. Zachodnia część do Półwyspu Eyrego jest słabo rozwinięta, w większości wybrzeże jest wyrównane. Główną części tego wybrzeża stanowi Wielka Zatoka Australijska, która łagodnie wcina się w ląd. Wybrzeże tego regionu jest wysokie, gdzie w wielu miejscach ciągną się niedostępne klify. Wschodnia część południowego wybrzeża od Półwyspu Eyrego jest bardziej urozmaicona. W regionie tym znajduje się kilka zatok m.in. Zatoka Spencera. We wschodniej części tego wybrzeża poza samą Tasmanią, leży kilka przybrzeżnych wysp. Są nimi: Wyspa Kangura, Wyspa King i Wyspy Furneaux. Wybrzeże jest urozmaicone, gdzie rozciągają się zarówno niskie, jak i wysokie odcinki brzegu morskiego[3].

## Budowa geologiczna
Australia jest częścią dawnego kontynentu – Gondwany. Obszar ten odłączył się od reszty na przełomie triasu i jury. Australia wraz z Tasmanią i Nową Gwineą stanowiły wtedy całość. Oddzielenie tych wysp miało miejsce w okresie plejstocenu na skutek podniesienia poziomu oceanu. Australia jest dużym obszarem lądowym, toteż dzieli się na kilka jednostek geologicznych. Są nimi: prekambryjska platforma krystaliczna, zapadlisko zachodnioaustralijskie, struktury Gór Flindersa, struktury Wielkich Gór Wododziałowych i Tasmanii i niecki środkowoaustralijskie. Australia wraz ze wschodnią częścią Oceanu Indyjskiego tworzy płytę litosfery zwaną płytą australijską, przemieszczającą się ku północy, wskutek czego kontynent Australii przybliża się do Azji (około 6,6 cm na rok).

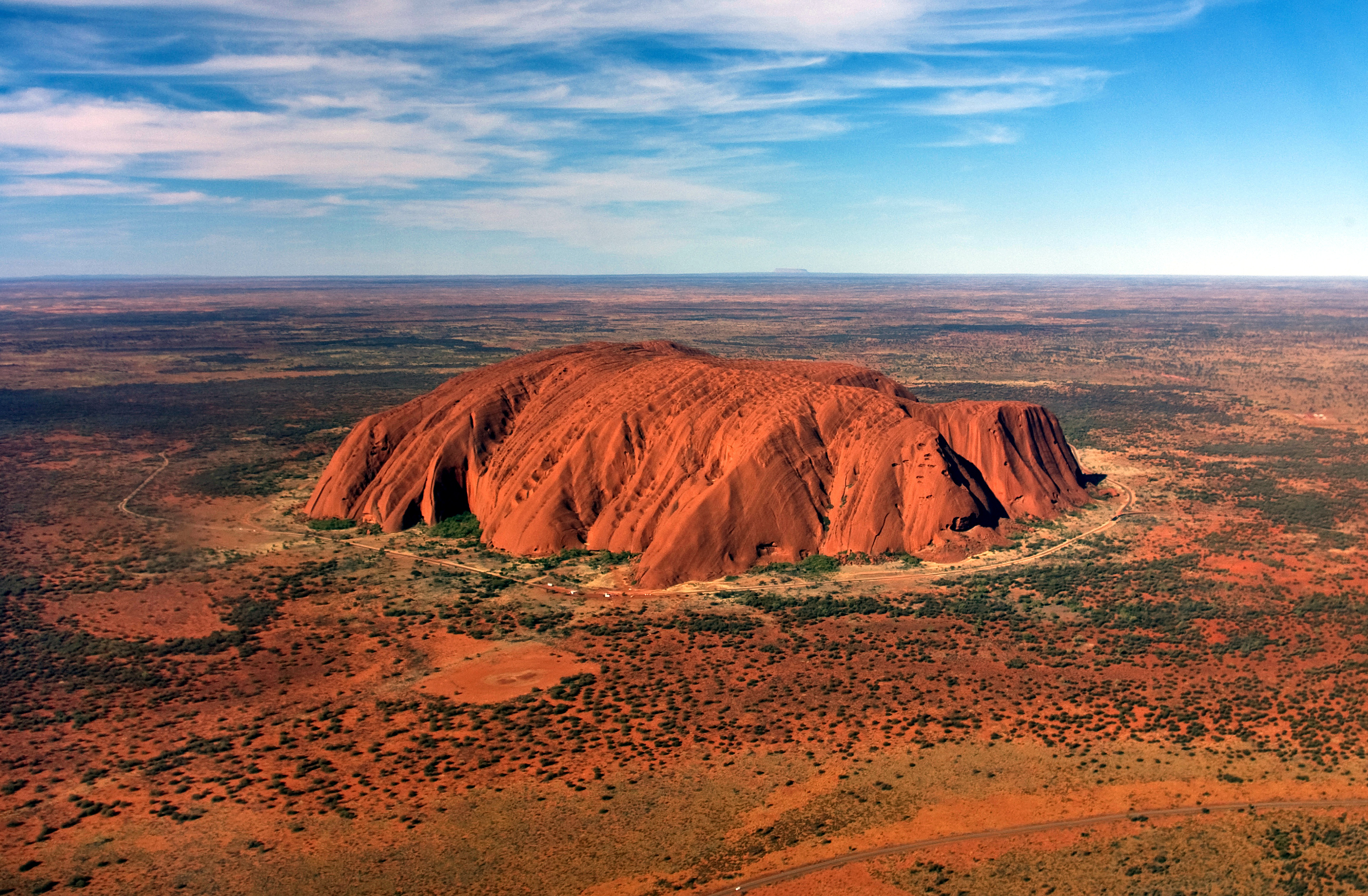
Ayers Rock

- Prekambryjska platforma krystaliczna obejmuje znaczną część Australii zajmując zachodnią, południową i północną część kraju. Obszar platformy składa się z szeregu tarcz, gdzie stare skały prekambryjskie i archaiczne występują na powierzchni. Do skał tych należą gnejsy, łupki metamorficzne, kwarcyty i granity. W skład obszaru owej platformy wchodzą także pochodzące z prekambru skały osadowe jakimi są zlepieńce, piaskowce i łupki. Obszary zewnętrzne platformy w niektórych miejscach są zajęte przez niecki, które powstały w kambrze. Niecki te wypełnione są utworami różnego wieku. Nieckami tymi są: niecka Nullarbor nad Wielką Zatoką Australijską, niecka Canning w północno-zachodniej części Australii i niecka Józefa Bonaparte w północnej części. Skały paleozoiczne występują na obszarze platformy w rowie Macdonella, leżącym na wschodnim obrzeżu platformy prekambryjskiej. Platforma krystaliczna Australii w mezozoiku podlegała nieznacznym ruchom tektonicznym, a wypiętrzeniu uległa w kenozoiku.
- Zapadlisko zachodnioaustralijskie jak sama nazwa wskazuje leży ono w zachodniej części Australii i oddzielone jest to wyżej opisanej platformy systemem ciągnących się południkowo uskoków. Stare utwory krystaliczne w tym regionie schodzą na znaczne głębokości do 7000 m. Zapadlisko wypełnione jest osadami paleozoicznymi, kredowymi i trzeciorzędowymi. Do skał tych należą wapienie, piaskowce i łupki. Zapadlisko dzieli się na dwie niecki: Carnarvon i Perth.
- Struktury Gór Flindersa są niewielkim obszarem leżącym na południu kraju i powstały w geosynklinie Adelaide, która utworzyła się 1,4 mld lat temu. W strukturze tej osadzały się skały prekambryjskie i kambryjskie do których należą: dolomity, piaskowce, zlepieńce i wapienie. W górnym kambrze obszar Gór Flindersa został sfałdowany i wypiętrzony. Ostateczne wypiętrzenie gór miało miejsce kredzie i w trzeciorzędzie. Góry Flindersa ukształtowały się w czasie orogenezy kaledońskiej.
- Struktury Wielkich Gór Wododziałowych i Tasmanii ten geologiczny obszar zajmuje wschodnią część Australii i cechuje się złożoną budową geologiczną. Struktury tego regionu powstawały w utworzonej na początku paleozoiku geosynklinie tasmańskiej, oraz w położonej na północ od niej geosynklinie Nowej Anglii, która powstała w dewonie. Osadzały się tam takie skały jak łupki, wapienie i piaskowce. Od czasów ordowiku geosynkliny tych struktur podlegały stopniowym ruchom górotwórczym. Obszary zachodnie Gór Wododziałowych zostały sfałdowane w orogenezie kaledońskiej, a wschodnia część – w orogenezie hercyńskiej. W czasie tworzenie się gór, zachodziły silne zjawiska wulkaniczne. Z tego właśnie powodu w górach tych występują skały wylewne.
- Niecki środkowoaustralijskie obejmują wschodnią część Australii między platformą krystaliczną a strukturami Wielkich Gór Wododziałowych. W skład tej jednostki geologicznej wchodzą: basen Karpentaria obejmujący większą część Półwyspu Jork, Wielki Basen Artezyjski w części środkowej, niecka Murray na południu i niecka Surat, która przylega do środkowej części Wielkich Gór Wododziałowych. Obszary te zaczęły się tworzyć w okresie jury. Podłoże niecek wypełniają starsze utwory prekambryjskie w przypadku basenu Karpentaria, paleozoiczne w niecce Murray i triasowe w Wielkim Basenie Artezyjskim. Proces wypełniania tych obszarów warstwami skał miał już miejsce w jurze. Obszary te przykrywają głównie utwory aluwialne. W kredzie miała miejsce transgresja morska, gdzie na opisywanych terenach osadzały się wapienie i łupki ilaste, a także morskie piaski. W obrębie niecek wytworzyły się baseny wód artezyjskich, stąd właśnie nazwa głównego regionu jakim jest Wielki Basen Artezyjski. Warstwami wodonośnymi są pochodzące z jury piaskowce, a warstwę nieprzepuszczalną stanowią pochodzące z kredy łupki ilaste[4][5].

Znaczny wiek skał występujących na powierzchni znacznej części kontynentu i pustynny klimat jego centrum przyczynił się do zachowania w Australii dużej liczby kraterów uderzeniowych. Największy potwierdzony spośród nich, krater Acraman mierzy 90 km średnicy, powstał w ediakarze.

## Rzeźba

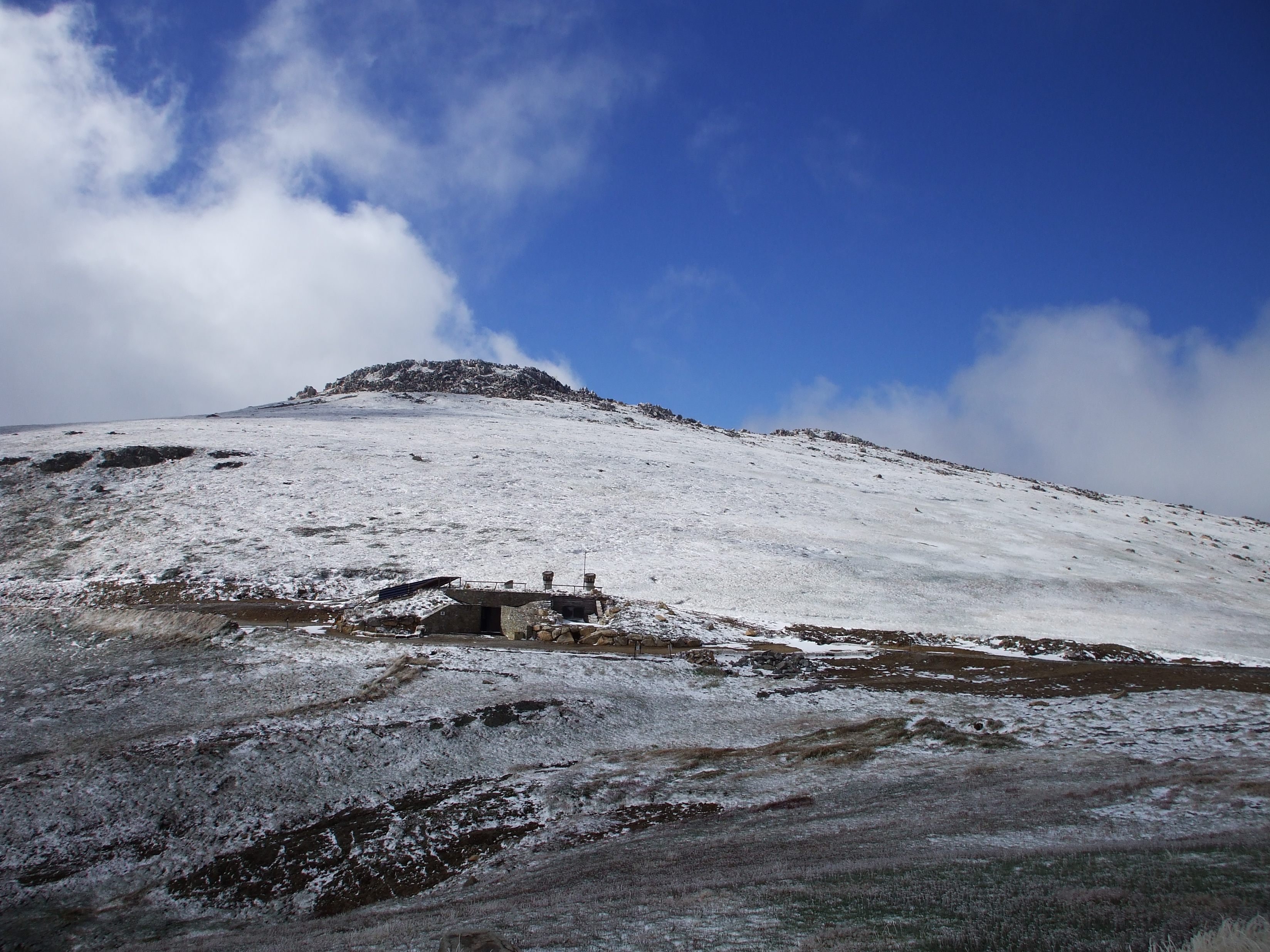
Góra Kościuszki

Australia jest dużym państwem, ale pomimo tej wielkości ukształtowanie powierzchni jest stosunkowo mało urozmaicone. Średnia wysokość nad poziomem morza wynosi 292,5 m. 87% powierzchni kraju leży poniżej 500 m n.p.m. a tylko 5% to tereny leżące powyżej 600 m n.p.m. Górzyste tereny kraju zajmują niewielki procent jego powierzchni. Na obszarze Australii można wyróżnić trzy jednostki morfologiczne: Wielkie Góry Wododziałowe, Niziny Wewnętrzne i Platformę Australijską.

### Wielkie Góry Wododziałowe
Wielkie Góry Wododziałowe to najwyżej wzniesiona część Australii, które ciągną się południkowo we wschodnim krańcu kraju. Góry te miejscami stanowią nadbrzeżne pasma ciągnące się nad wybrzeżem Oceanu Spokojnego. Łańcuch tych gór ciągnie się na długości około 4000 km, a w najszerszym miejscu ma 800 km, zwężając się na południu do około 250 km. Wielkie Góry Wododziałowe są górami niskimi, gdzie obszary leżące powyżej 1000 m n.p.m. zajmują niewielki ułamek powierzchni tych gór. Góry te cechują się jednak dość dużymi wysokościami względnymi. Najwyższą część tych gór stanowią Alpy Australijskie, leżące w południowej części łańcucha gór. W tym paśmie wznosi się najwyższy szczyt kontynentalnej Australii – Góra Kościuszki o wysokości 2228 m n.p.m.
Na północ od Alp Australijskich, Wielkie Góry Wododziałowe obniżają się i tworzą szeroką bramę – Lake George. Dalej na północy ciągną się Góry Błękitne, gdzie najwyższy szczyt  One Tree Hill ma wysokość 1 111 m n.p.m.  Posuwając się dalej na północ, rozciąga się rozległa wyżyna – New England, gdzie wznoszą się stoliwa górska – najwyższy szczyt Round Mountain ma 1615 m n.p.m. Na północ do tego obszaru Wielkie Góry Wododziałowe rozszerzają się i rozpadają się te szereg izolowanych pasm. Są to obszary niskie, gdzie góry nie przekraczają wysokości 1400 m n.p.m. Poszczególne pasma oddzielają tektoniczne obniżenia i doliny. Dalej ku północy Wielkie Góry Wododziałowe ponownie się zwężają. Leży tam Wyżyna Atherton, posiadająca zróżnicowaną rzeźbę. Najwyższe wzniesienia tego regionu sięgają około 1600 m n.p.m. Na Półwyspie Jork Wielkie Góry Wododziałowe obniżają się od 1300 m n.p.m. do 700 m n.p.m. i mniejszych wysokości.

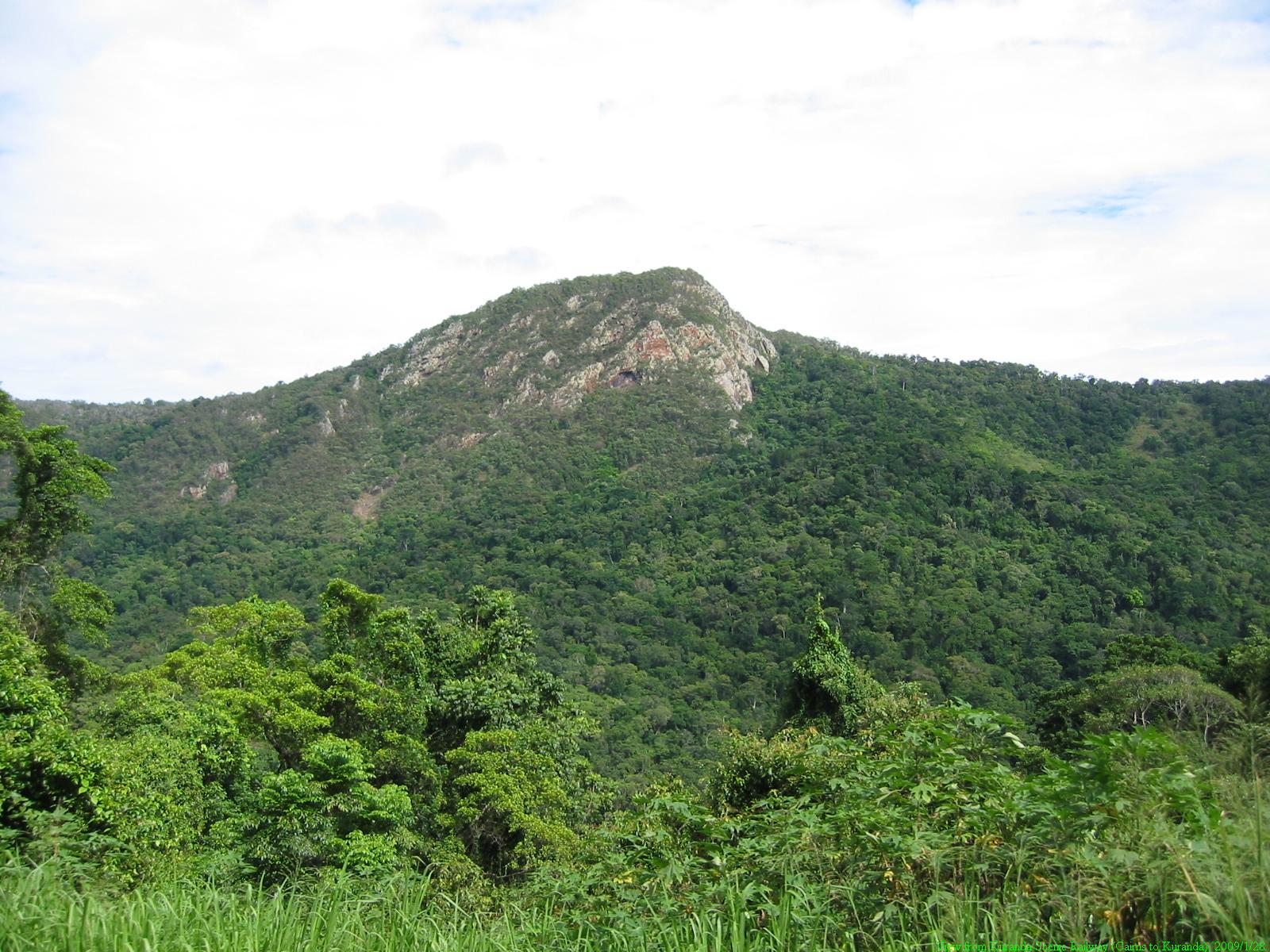
Wielkie Góry Wododziałowe w stanie Queensland

Południowym przedłużeniem Wielkich Gór Wododziałowych jest Tasmania. Centralna część wyspy, to wyżyna, która wznosi się do około 1000 m n.p.m. Na obrzeżach tej wyżyny wznoszą się szczyty, gdzie najwyższy z nich – Mount Ossa ma 1617 m n.p.m. Strefa nadbrzeżna Tasmanii to tereny nizinne.

### Niziny Wewnętrzne
Niziny te tworzą południkowy pas obniżeń, ciągnących się we wschodniej części Australii. Niziny te składają się z kilku mniejszych jednostek. Nizina Murray leży samym południu, między Alpami Australijskimi a Górami Flindersa na zachodzie. W obrębie tej niziny znajduje się szereg aluwialnych dolin rzecznych, które połączone są w system rzeki Murray – stąd nazwa niziny. Nizina Darling leży bardziej na północny wschód do regionu nizinnego Murray i cechuje się podobnym, aluwialnym charakterem rzeźby, gdzie występują doliny rzeczne. W środkowej części Nizin Wewnętrznych leży Kraina Strumieni. Jest to nisko położony równinny obszar z szeregiem aluwialnych dolin rzek okresowych. Na południowy wschód od tego obszaru znajduje się najniżej położona część Australii. Jest to Basen Jeziora Eyre. Najniższy punkt leży 16 m.p.p.m. Najbardziej na zachód wysuniętą część Nizin Wewnętrznych stanowi Pustynia Simpsona. Pustynia ta jest nizinnym obszarem, gdzie charakterystycznym elementem są wały wydmowe, ciągnące się nawet do kilkudziesięciu kilometrów. Północne przedłużenie Nizin Wewnętrznych – Nizina Karpentaria jest oddzielona od reszty niewielką Wyżyną Selwyn. Nizina ta jest obszarem nadbrzeżnym otaczającym zatokę o tej samej nazwie.

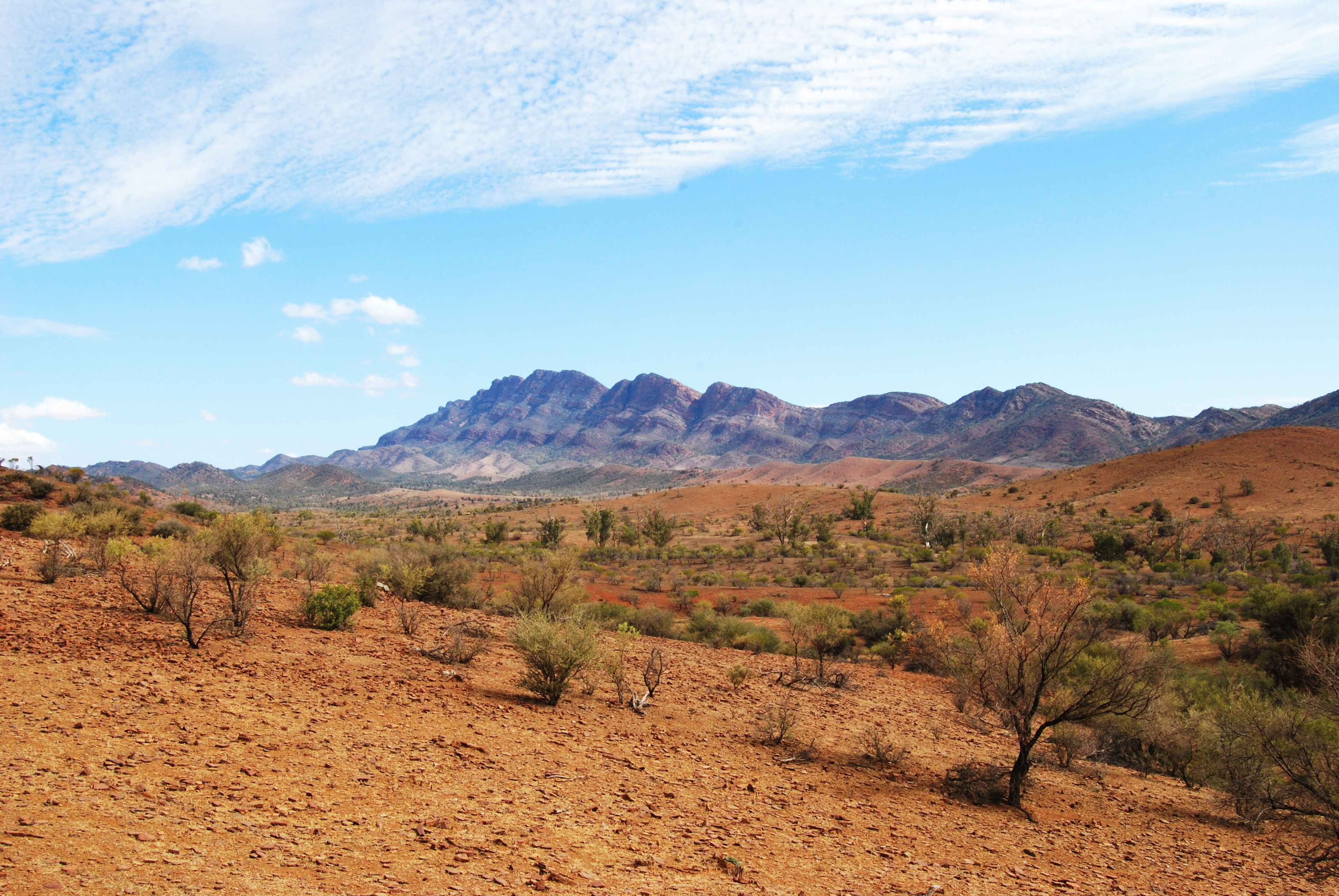
Góry Flindersa

### Platforma Australijska
Platforma ta stanowi największy obszar morfologiczny Australii. Ten ogromny obszar Australii cechuje się najbardziej monotonnym krajobrazem, gdzie wielkie przestrzenie lądu cechują się jednakowym wzniesieniem nad poziom morza. Krajobraz tego zajmujące ponad połowę powierzchni kraju regionu, urozmaicają: niewielkie i malownicze pasma górskie, góry wyspowe, monolity skalne i wały wydmowe. Liczne są też suche doliny i wąwozy – gorge. Obszar platformy to zarówno tereny wyżynne, nizinne na obrzeżach i ostańcowe obszary górskie. Najwyżej wzniesienia jest wschodnia część platformy, leżąca w środku Australii. Leżą tam dwa równoleżnikowe pasma: Góry Centralne nazywane także Górami Macdonnella i leżące dalej na południe Góry Musgrave. Obszary tych dwóch pasma wznoszą się średnio na 1400 m n.p.m. Najwyższy szczyt Gór Centralnych – Mount Zeit ma 1531 m n.p.m. a Gór Musgrave – Mount Woodroffe ma 1440 m n.p.m. Pomiędzy tymi dwoma pasmami ciągnie się Rów Amadeusza. W tymże rowie znajduje się słynny monolit skalny – święta góra aborygenów – Ayers Rock.
Obszary górskie centralnej Australii prawie ze wszystkich stron otoczone są pustynnymi terenami. Na południu leży Wielka Pustynia Wiktorii, która jest równinnym (200–500 m n.p.m.) obszarem opadającym w kierunku południowym. Przeważa tam krajobraz wydmowy ze stoliwami górskimi. Na zachód od Musgrave leży Pustynia Gibsona wznosząca się 300–600 m n.p.m. Pustynia ta jest najbardziej niedostępną częścią kraju, gdzie występują piaszczyste, żwirowe i kamieniste odmiany pustynnego terenu. Na północ do owej pustyni leży Wielka Pustynia Piaszczysta. Ten równinny region (200–300 m n.p.m.) urozmaicony jest nielicznymi skalnymi wzniesieniami. Jak sama nazwa wskazuje jest to pustynia piaszczysta z wałami wydmowymi od długości do kilkuset kilometrów. Na północnym wschodzie Wielka Pustynia Piaszczysta przechodzi w Pustynię Tanami. Pustynia Tanami cechuje się pofalowaną powierzchnią i dosyć dużym udziałem dolin potoków epizodycznych.

## Klimat
Równikowa
     Zwrotnikowa
     Podzwrotnikowa
     Pustynna
     Stepowa
     Umiarkowana

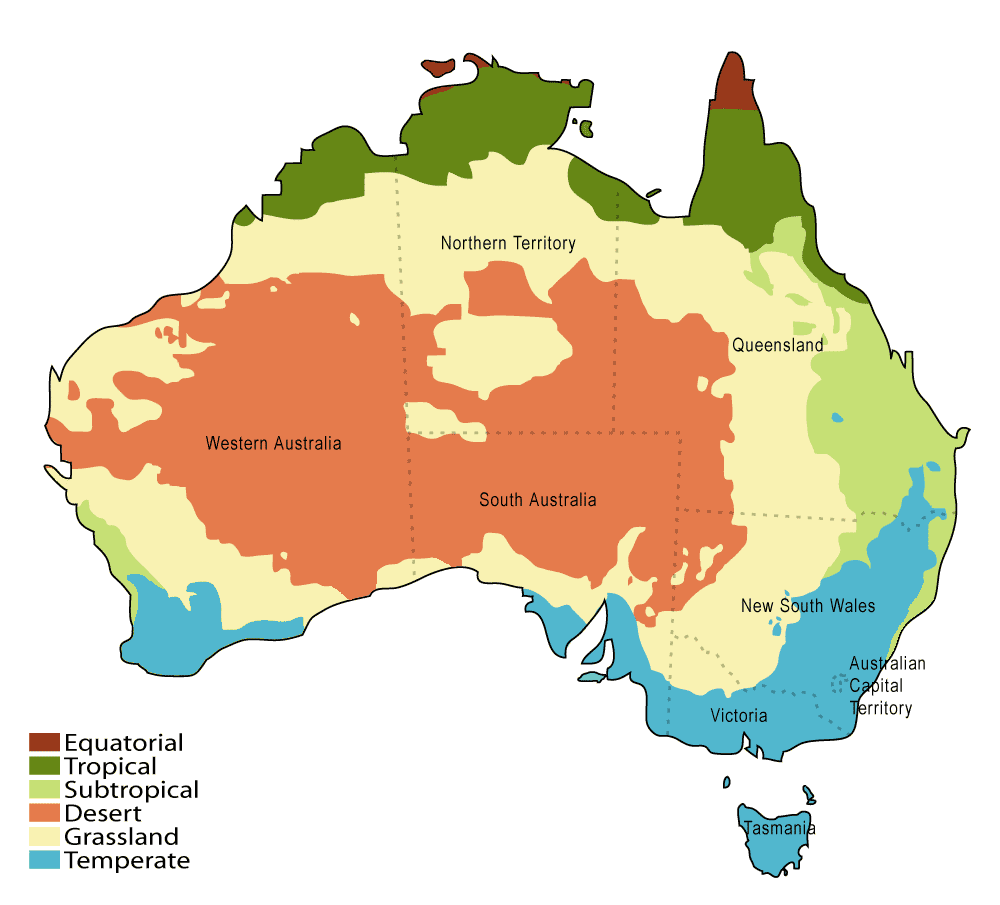
Strefy klimatyczne:
Równikowa
Zwrotnikowa
Podzwrotnikowa
Pustynna
Stepowa
Umiarkowana

Duża rozciągłość południkowa Australii sprawia, że kraj ten leży w trzech strefach klimatycznych. Na północy występuje klimat podrównikowy, gdzie jedynie północny kraniec półwyspu Jork zalicza się do strefy klimatu równikowego, gdzie pora sucha jest słabo zaznaczona. Na przeważającej część lądu panuje klimat zwrotnikowy, a na południu rozciąga się strefa klimatu podzwrotnikowego. Nad południowym wybrzeżem Tasmanii panuje klimat umiarkowany. Duży obszar lądowy i obecność oceanów sprawia, że w Australii występuje kilka odmian klimatycznych. Większość powierzchni kraju odznacza się suchą i miejscami w głębi lądu, w strefie pustyń – skrajnie suchą odmianą. Wnętrze kraju cechuje dodatkowo klimat kontynentalny. Po wschodniej stronie łańcucha Wielkich Gór Wododziałowych występują klimaty morskie. Północno-wschodnie obszary kraju – przede wszystkim Półwysep Jork, to wilgotna odmiana klimatu podrównikowego, gdzie występują: pora sucha i deszczowa. Zjawisko pory deszczowej i suchej jest obecne nad całą północną Australią, tam gdzie panuje klimat podrównikowy i relatywnie wysokie temperatury. Południowo-zachodnia i południowo-wschodnia część Australii odznacza się śródziemnomorską odmianą klimatu. Wyjątek stanowi region nad Wielką Zatoką Australijską, gdzie klimat jest morski.
Suchość klimatu wnętrza Australii warunkują głównie układy mas powietrza, uzależnione od występowania niżów i wyżów barycznych. Od grudnia do marca, w wyniku silnego nagrzania lądu i powietrza, północną część kontynentu obejmuje niż australijski. W związku z tym niżem napływają tu z północnego zachodu wilgotne masy powietrza morskiego, jako monsun letni. Monsun ten powoduje wzrost zachmurzenia, opadów i nieznaczny spadek temperatury powietrza. W ten sposób w części północnej Australii nastaje pora deszczowa. W tym czasie południowa część lądu jest pod wpływem wyżu południowoindyjskiego, rozciągającego się między Afryką i Australią. Z wyżu tego do wnętrza lądu napływają masy powietrza zwrotnikowo-kontynentalnego, w postaci pasatu południowo-wschodniego, który swoją wilgoć pozostawia na wschodnich stokach gór. Na zachodzie Australii i w jej wnętrzu w tym czasie panuje susza.
Od czerwca do września, układ cyrkulacji powietrza przesuwa się na północ, a cały kraj jest pod wpływem wyżu australijskiego. Nad lądem panują wówczas zwrotnikowo-kontynentalne masy powietrza, z wyjątkiem krańców południowych, które są w zasięgu wiatrów zachodnich, związanych z pasem wędrujących niżów. Wiatry te przynoszą opady atmosferyczne. Również stoki Wielkich Gór Wododziałowych mają duże opady atmosferyczne, gdzie w zimie napływa pasat południowo-wschodni.

### Temperatura powietrza
Temperatura powietrza Australii wykazuje znaczny związek z szerokością geograficzną i pozornym ruchem Słońca w ciągu roku. Najcieplejszym miesiącem roku jest styczeń. W miesiącu tym najwyższe średnie temperatury powietrza występują w Australii Zachodniej (Marble Bar), gdzie wynoszą one około 33 °C. Cała zachodnia część lądu, aż po okresową rzekę Coopers Creek, objęta jest izotermą 30 °C. Na południe od tej izotermy temperatury są coraz niższe, aż do 15 °C na Tasmanii. Przebieg izoterm zbliżony jest do równoleżnikowego. Odchylenia spowodowane są napływem wilgotnych mas powietrza i pasatami. W lipcu układ izoterm również zbliżony jest do równoleżnikowego. Najniższe średnie temperatury powietrza występują w południowo-zachodniej części lądu, na wschód od miasta Perth oraz w części południowo-wschodniej, w południowym dorzeczu rzeki Murray.
Przebieg opadów atmosferycznych w ciągu roku jest zróżnicowany. Opady letnie przeważają w północnej części kontynentu, na północ od zwrotnika Koziorożca. Na południu występują opady zimowe. W części wschodniej opady atmosferyczne utrzymują się w ciągu całego roku z przewagą w półroczu ciepłym po wewnętrznej stronie gór i w porze chłodnej na stokach wschodnich. W środkowej części lądu opady są skąpe lub ich brak.
Dane klimatyczne dwóch australijskich metropolii:
| Miesiąc | Sty  | Lut  | Mar  | Kwi  | Maj  | Cze  | Lip  | Sie  | Wrz  | Paź  | Lis  | Gru  | Roczna |
| --- | ---- | ---- | ---- | ---- | ---- | ---- | ---- | ---- | ---- | ---- | ---- | ---- | ------ |
| Średnie temperatury w dzień [°C]                                                                                     | 29.1 | 29.1 | 28.0 | 26.0 | 23.6 | 21.3 | 21.0 | 22.2 | 24.2 | 25.4 | 26.9 | 28.2 | 25,4   |
| Średnie dobowe temperatury [°C]                                                                                      | 25.3 | 25.2 | 23.9 | 21.3 | 18.3 | 16.1 | 15.1 | 16.0 | 18.6 | 20.6 | 23.6 | 24.2 | 20,6   |
| Średnie temperatury w nocy [°C]                                                                                      | 21.4 | 21.2 | 19.8 | 16.5 | 13.0 | 10.8 | 9.2  | 9.8  | 12.9 | 15.8 | 18.3 | 20.1 | 15,7   |
| Opady [mm] | 127  | 121  | 112  | 73   | 98   | 68   | 28   | 37   | 33   | 74   | 94   | 120  | 1036   |
| Średnia liczba dni z opadami                                                                                         | 12.1 | 12.6 | 13.5 | 10.7 | 9.6  | 9.0  | 6.8  | 5.2  | 6.0  | 8.7  | 10.6 | 11.6 | 116    |
| Średnie usłonecznienie [h]                                                                                           | 267  | 235  | 233  | 237  | 239  | 198  | 239  | 270  | 267  | 270  | 273  | 264  | 2989   |
| Źródło: Bureau of Meteorology (liczba dni z opadami dla wartości 0,1 mm, wysokość 5 m n.p.m., nad zatoką, 1994-2019) |      |      |      |      |      |      |      |      |      |      |      |      |        |

| Miesiąc | Sty  | Lut  | Mar  | Kwi  | Maj  | Cze  | Lip  | Sie  | Wrz  | Paź  | Lis  | Gru  | Roczna |
| --- | ---- | ---- | ---- | ---- | ---- | ---- | ---- | ---- | ---- | ---- | ---- | ---- | ------ |
| Średnie temperatury w dzień [°C]                                                                                          | 27.0 | 26.8 | 25.7 | 23.6 | 20.9 | 18.2 | 17.9 | 19.3 | 21.6 | 23.2 | 24.2 | 25.7 | 22,8   |
| Średnie dobowe temperatury [°C]                                                                                           | 23.5 | 23.4 | 22.1 | 19.5 | 16.6 | 14.1 | 13.4 | 14.5 | 17.0 | 18.9 | 20.4 | 22.1 | 18,8   |
| Średnie temperatury w nocy [°C]                                                                                           | 20.0 | 19.9 | 18.4 | 15.3 | 12.3 | 10.0 | 8.9  | 9.7  | 12.3 | 14.6 | 16.6 | 18.4 | 14,7   |
| Opady [mm] | 91.1 | 132  | 118  | 114  | 100  | 145  | 76.8 | 75.4 | 63.4 | 67.7 | 90.6 | 73.0 | 1148   |
| Średnia liczba dni z opadami                                                                                              | 12.3 | 13.0 | 14.5 | 11.0 | 10.5 | 11.5 | 9.9  | 7.8  | 9.0  | 11.0 | 12.6 | 10.9 | 134    |
| Średnie usłonecznienie [h]                                                                                                | 236  | 200  | 211  | 186  | 177  | 183  | 198  | 239  | 234  | 242  | 246  | 239  | 2598   |
| Źródło: Bureau of Meteorology (liczba dni z opadami dla wartości 0,1 mm, wysokość 39 m n.p.m., 7 km od oceanu, 1991–2020) |      |      |      |      |      |      |      |      |      |      |      |      |        |

Temperatura morza czterech największych australijskich metropolii:
| Metropolia | Sty  | Lut  | Mar  | Kwi  | Maj  | Cze  | Lip  | Sie  | Wrz  | Paź  | Lis  | Gru  | Rok |
| ---------- | ---- | ---- | ---- | ---- | ---- | ---- | ---- | ---- | ---- | ---- | ---- | ---- | --- |
| Brisbane   | 26,3 | 27,2 | 26,5 | 25,5 | 24,1 | 22,6 | 21,6 | 21,4 | 22,0 | 22,9 | 24,5 | 25,7 | 24  |
| Sydney     | 23,3 | 23,7 | 23,4 | 22,7 | 20,7 | 19,3 | 19,1 | 18,8 | 18,5 | 19,2 | 20,6 | 21,9 | 21  |
| Perth      | 21,9 | 22,8 | 23,4 | 22,8 | 22,1 | 21,3 | 19,9 | 19,4 | 19,0 | 18,9 | 19,6 | 20,9 | 21  |
| Melbourne  | 18,6 | 18,8 | 18,4 | 18,0 | 17,0 | 15,8 | 15,0 | 14,7 | 14,6 | 15,0 | 16,5 | 17,4 | 17  |

## Wody
Australia jest krajem ubogim w wodę, gdzie sieć rzeczna jest słabo rozwinięta i nierównomiernie rozłożona. Obszary bezodpływowe zajmują 60% powierzchni kraju. Mimo ogromnych rozmiarów Australii, większość rzek ma mniej niż 1000 km. Tylko 6 rzek ma więcej niż 1000 km długości. Do zlewiska Oceanu Indyjskiego należy 30% powierzchni kraju, Oceanu Spokojnego – 9%.

### Rzeki
Największe skupisko rzek znajduje się we wschodniej części kraju, gdzie leży największy system rzeczny Australii, Murray-Darling. System tych rzek ma powierzchnię około jednego miliona km² i jest to niewiele więcej niż obszar stanu Nowej Południowej Walii. Największą rzeką jest Darling, która ma 2735 km. Drugą co do długości rzeką kraju jest Murray, która uchodzi do Basenu Południowoaustralijskiego (Ocean Indyjski) i ma 2570 km długości. Przepływ wody przy ujściu Muray wynosi około 1900 m³/s. Długimi rzekami są lewobrzeżne dopływy Murray: Murrumbidgee (1 690 km) i Lachlan (1 500 km), ale nie zawsze koryta tych rzek są wypełnione wodą. Gęsta sieć rzeczna znajduje się na wschodnim krańcu Australii. Jedynie krótkie rzeki, do 300 km, spływają z Wielkich Gór Wododziałowych w stronę Oceanu Spokojnego. Stosunkowo gęsta jest sieć rzek na zachodzie kraju, są to jednak wyłącznie rzeki okresowe. Rzeki te cechują się dużymi spadkami i skalistym dnem. Największą rzeką tego regionu jest Gascoyne, mająca 820 km. Bardzo słabo rozwinięta jest sieć rzeczna na południu kraju, w obrębie platformy prekambryjskiej. Nad Wielką Zatoką Australijską praktycznie nie ma rzek, niewielkie cieki znajdują się w południowo-zachodnim krańcu Australii. We wnętrzu kontynentu sieć rzeczna ma wyłącznie charakter okresowy. Okresowe strumienie są określane jako „creeks”. W środkowo-zachodniej części kraju sieć rzeczna nie występuje w ogóle, pojawiają się tam - tak jak na Saharze - jedynie rzeki epizodyczne. Umiarkowanie rozwinięta jest sieć rzeczna na północy kraju. Większość tamtejszych rzek jest okresowa, ponieważ ich źródła znajdują się w suchych obszarach kraju, kilkaset kilometrów od północnego wybrzeża. Jednakże w dolnym biegu rzeki te mają charakter stały, co wiąże się z obfitymi opadami deszczu. Największą rzeką tego regionu jest Victoria, która liczy 640 km i uchodzi do Morza Timorskiego.

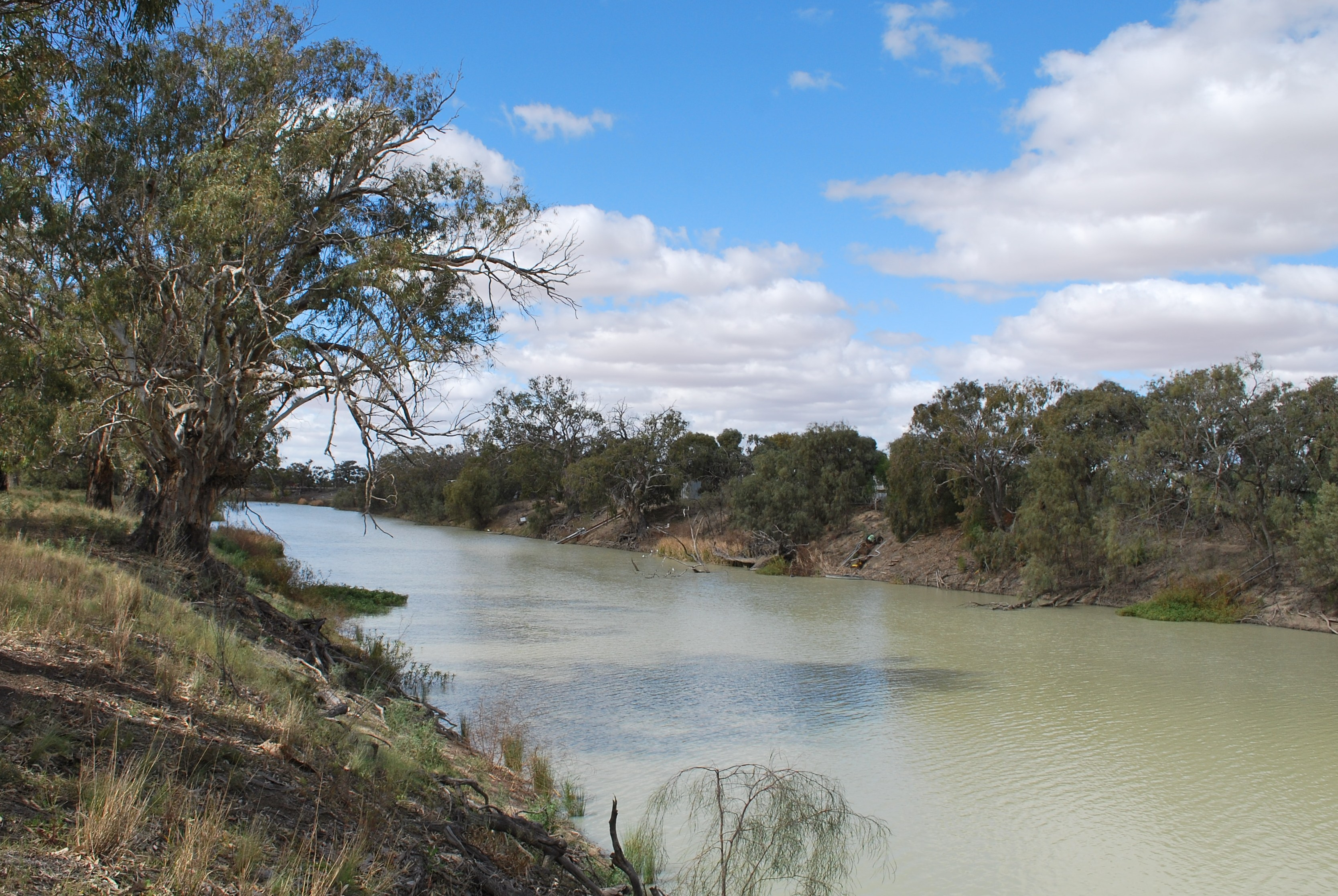
Rzeka Darling – największa rzeka Australii

### Jeziora
Australia cechuje się dużą ilością jezior. Jednak zdecydowana większość z nich to występujące licznie skupiska bezodpływowych jezior. Najliczniej występują w południowej części Centralnej Depresji (Australia Południowa). Za największe uważa się jezioro Eyre o zmiennej powierzchni, średnio około 9000 km². Liczba jezior zależy ściśle od wielkości opadów atmosferycznych. Podczas sporadycznych, długotrwałych ulew prawie cała Centralna Depresja staje się ogromnym jeziorem. Inne skupiska jezior znajdują się w Australii Zachodniej – jeziora: Barlee, Cowan, Moore, Raeside, w środkowej części jezioro Carnegie, oraz na pograniczu Australii Zachodniej i Terytorium Północnego – jeziora: Mackay, Macdonald, Barlee, Hopkins. Największym jeziorem na terytorium Północnym jest jezioro Amadeusza. Pod Zwrotnikiem Koziorożca w Zachodniej Australii znajduje się jezioro Disappointment (jezioro rozczarowania). Nazwa jest bardzo słuszna, gdyż w jeziorze znajduje się słona woda, która intensywnie parując w gorącym suchym klimacie pozostawia solne tafle w misie jeziora. Takie powierzchnie wykorzystywane są jako tor do wyścigów samochodowych (np. jezioro Woomera w Australii Południowej). Niewielkie jeziora słodkowodne znajdują się w południowej części Wielkich Gór Wododziałowych oraz w górach Tasmanii. Szczególnie obfitością jezior cechuje się Tasmania, gdzie liczne są jezioro polodowcowe, z racji tego, iż Tasmanię w plejstocenie pokrywał lądolód o powierzchni 5 tysięcy km². Na obszarze północnej części Terytorium Północnego, wzdłuż wybrzeża, ciągnie się podmokły teren zwany „Błotami Arafura” całkowicie niedostępny w porze deszczowej.
|   | Nazwa    | Powierzchnia w km² | Region                | Stan                 |
| - | -------- | ------------------ | --------------------- | -------------------- |
| 1 | Eyre     | 8000 – 10 000      | Kraina Słonych Jezior | Australia Południowa |
| 2 | Torrens  | 5777               | Gawler                | Australia Południowa |
| 3 | Gairdner | 5500               | Gawler                | Australia Południowa |
| 4 | Frome    | 2410               | Kraina Słonych Jezior | Australia Południowa |
| 5 | Barlee   | 1450               | Wyżyna Vilgran        | Australia Zachodnia  |
| 6 | Cowan    | 1035               | Wyżyna Vilgran        | Australia Zachodnia  |
| 7 | Amadeus  | 830                | Rów Amadeusza         | Terytorium Północne  |

### Wody podziemne i inne źródła wód
Australia cechuje się bogatymi zasobami wód podziemnych, gdzie głównymi rezerwuarami są wody zgromadzone w basenach artezyjskich. Powierzchnia tych basenów zajmuje 1/3 Australii. Wody podziemne znajdują się na głębokości od 30 do 1000 m. Największym zasobem wód podziemnych kraju jest obszar Wielkiego Basenu Artezyjskiego, leżący w środkowo-wschodniej części kraju. Duże zasoby wód podziemnych znajdują się także na północy kraju: basen Fitzroy i Ord-Victoria i Jork.
W celu retencji wody i dla potrzeb hydroenergetycznych na granicy stanu Nowa Południowa Walia i Wiktoria wybudowano na rzece Murray i jej górskich dopływów system sztucznych zbiorników wodnych. Sztuczne jezioro z tamą Hume Weir wykorzystują gospodarczo dwa miasta Albury w Nowej Południowej Walii i Wodonga w Wiktorii. W Australii jest 70 zbiorników zaporowych o pojemności przekraczającej 100 mln/m³ i 12 o większej powierzchni. Najstarsza zapora funkcjonująca w Australii to Lower, mająca 18 m wysokości (zbudowana w 1861 roku). Około 75% zbiorników zaporowych powstało wyłącznie lub przede wszystkim na potrzeby nawadniania. Dzięki czemu ponad 1,5 mln ha terenów może być wykorzystywanych pod uprawy rolne.

## Gleby
Duża powierzchnia kraju i zróżnicowania geomorfologiczne sprawiają, że pokrywa glebowa kraju jest zróżnicowana. Dominującą formacją glebową są śródstrefowe gleby obszarów suchych, zajmujące centralną i południową część kraju. Glebami tymi są aridisole. Glebami tymi są piaszczyste i gliniasto-ilaste pokrywy, oraz płytkie utwory glebowe z mało wyraźnymi oznakami procesów glebotwórczych. Na obszarach suchych liczne są też gleby słone.
Północna część kraju, gdzie panuje wilgotniejszy klimat, występują kwaśne i zbielicowane gleby ferralitowe barwy czerwonej i żółtej. Gleby te zaliczane są do ulitosoli według amerykańskiej klasyfikacji glebowej. Formacje te występują na Półwyspie Jork i częściowo na Ziemi Arnhema. W północnej części Nowej Południowej Walii i w Queensland, po zachodniej stronie Wielkich Gór Wododziałowych, tereny pokrywają czarne i szare gleby tropikalne zwane wertisolami. Obszary nadmorskie na południu i na północy pokryte są glebami cynamonowymi – alfisole.
Obszary górskie Australii zawierają różne typy gleb co wiąże się z klimatem i ilością opadów. Obszary górskie terenów suchych pokryte są pustynnymi i kamienistymi glebami inicjalnymi. W Wielkich Górach Wododziałowych występują także gleby inicjalne oraz rankery i górskie gleby brunatne.

## Roślinność

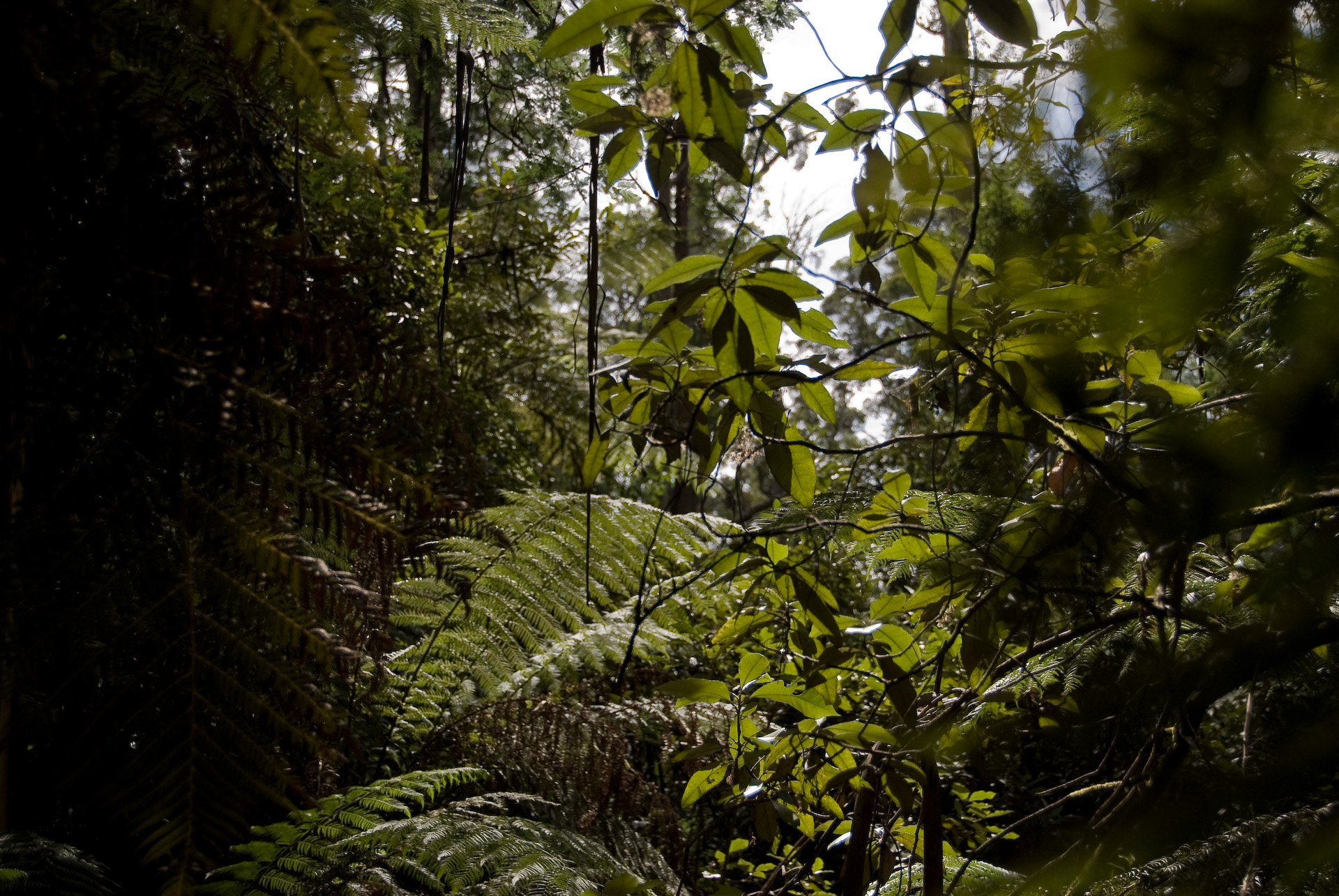
Wiecznie zielony las w północnej Australii

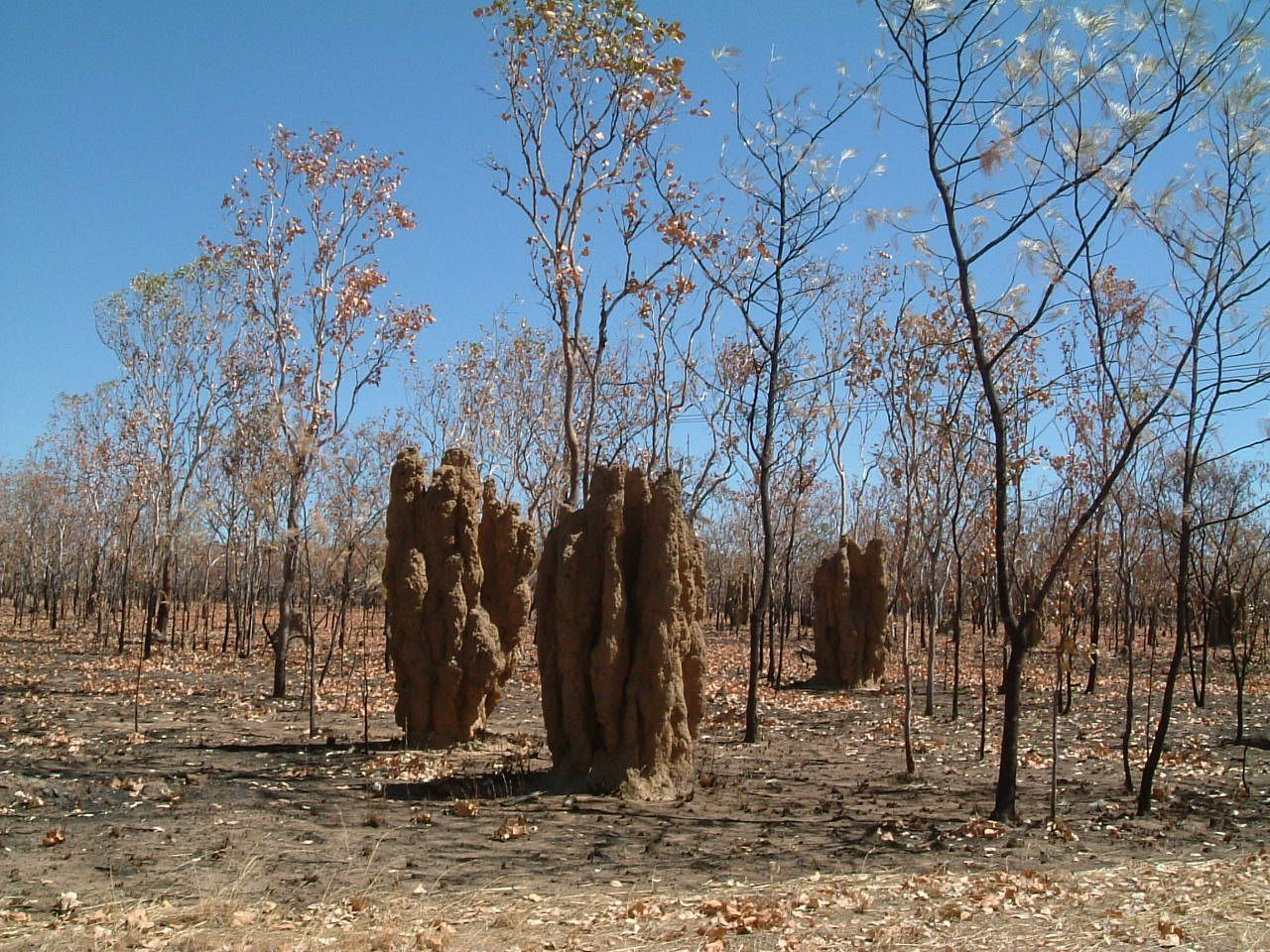
Sucha roślinność Australii z widocznymi kopcami termitów

Szata roślinna Australii jest zróżnicowana, ale w krajobrazie kraju dominują formacje suchoroślowe, do których należą sawanny, półpustynie i obszary pustynne. Wilgotniejsze i przez to bujniejsze formacje roślinne skupiają się na północnych krańcach kraju, w północno-wschodniej i wschodniej części, a także na Tasmanii. Także południowo-zachodni kraniec Australii pokryty jest bogatą szatą roślinną. Roślinność o swoistym składzie, cechuje się dużą liczbą endemitów.
Wnętrze kontynentu zajmują pustynie piaszczyste cechujące bardzo skąpą roślinnością. W wielu miejscach dominującym elementem krajobrazu są półpustynie ze słonoroślami i kolczastymi krzewinkami, np.: karłowate akacje, eukaliptusy, kazuaryny (Casuarina), łobody (Atriplex), tworzące tzw. skrub. Pustynie i półpustynie graniczą, zwłaszcza od północy, ze stepami twardolistnych traw. Na północy stepy przechodzą w sawanny, a następnie, gdzie klimat jest wilgotniejszy – w lasy monsunowe. Wybrzeża południowo-wschodnie i południowo-zachodnie porastają lasy wawrzynolistne i zimozielone zarośla. Odrębna jest roślinność wschodniej części Australii, gdzie na obszarach o dużych opadach (głównie półwysep Jork) rosną wiecznie zielone lasy podrównikowe. Charakterystyczne dla tego regionu są: figowce, palmy, pandany, liany i epifity. Na wybrzeżach północnych rosną namorzyny. W Wielkich Górach Wododziałowych występują lasy wiecznie zielone typu podzwrotnikowego i umiarkowanego z udziałem buka południowego (notofagus) i drzew iglastych (np. araukarii), na najwyższych wzniesieniach Alp Australijskich porasta roślinność alpejska. Górna granica drzew w Alpach Australijskich przebiega na wysokości 1700–1950 m n.p.m., natomiast na Tasmanii jest to wysokości 1100 m n.p.m.
Tasmańskie góry porastają eukaliptusowe lasy, gdzie rośnie Eucalyptus regnans. Wyższe partie gór porastają niskie odmiany eukaliptusów i drzew iglastych takich jak Athrotaxis. Poza drzewami występują także zbiorowiska krzewiaste i rośliny poduszkowe.
Wzdłuż wschodniego i północno-wschodniego wybrzeża stanu Queensland, w płytkich pacyficznych wodach morza Koralowego, znajduje się najwspanialsza osobliwość przyrodnicza Australii: Wielka Rafa Koralowa – Great Barrier Reef, którą Australijczycy określają jako „największą żyjącą istotę na ziemi”.

## Fauna

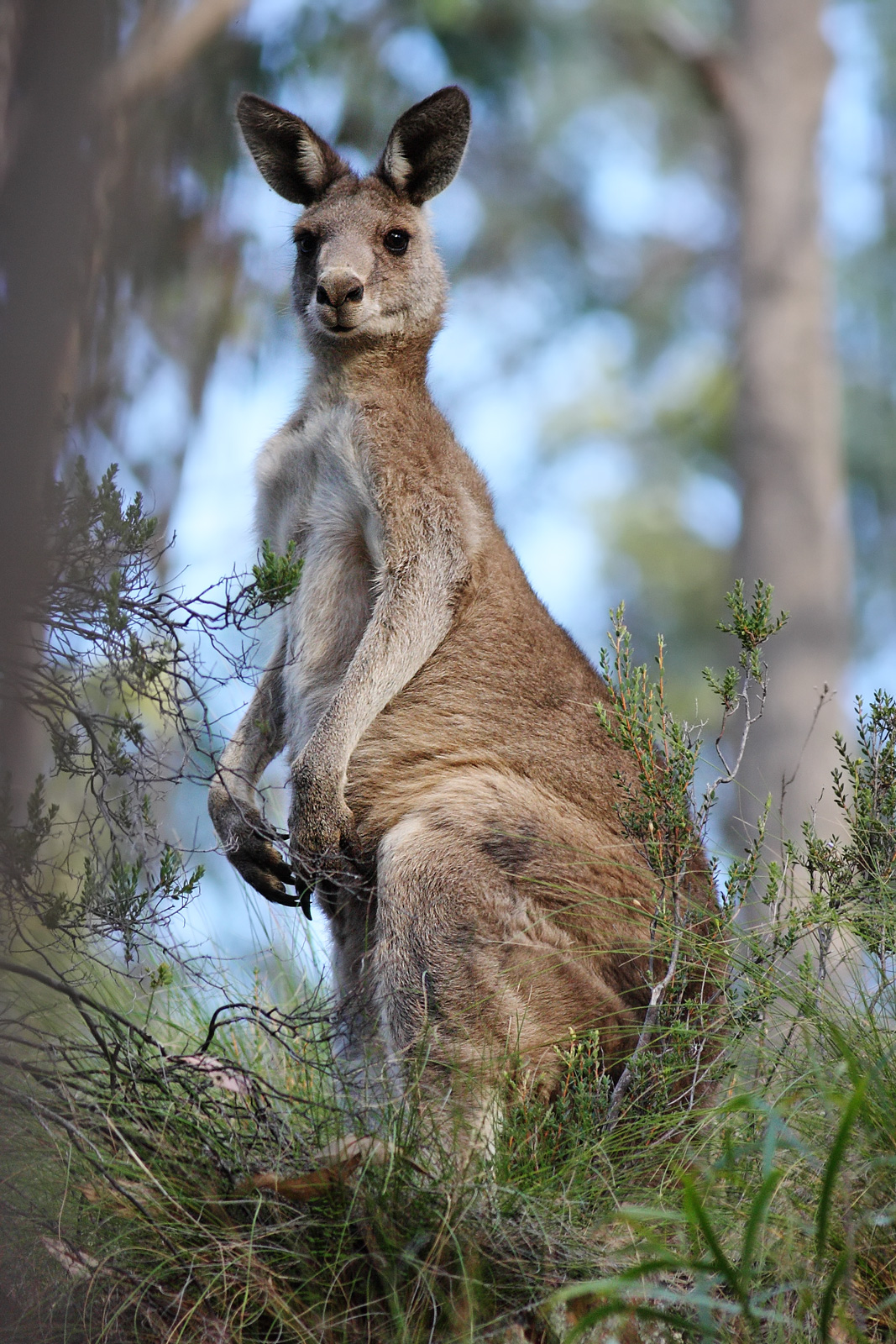
Kangur – charakterystyczny przedstawiciel Australii

Obszar Australii i Tasmanii pod względem zoogeograficznym należy do krainy australijskiej, cechującej się unikalną i swoistą fauną. Fauna ta wytworzyła się wskutek wczesnego (od początku paleogenu) odizolowania Australii od innych kontynentów. Fauna kręgowców jest stosunkowo uboga, np. ssaki łożyskowe są reprezentowane przez nietoperze, nieliczne gryzonie (np. bobroszczura złotobrzuchego) i zwierzęta, które przybyły już z człowiekiem (jak dingo australijski). Bardzo liczne natomiast są torbacze, które są silnie zróżnicowane i są to z reguły gatunki endemiczne (np. kangury, koala, kretoworowate, wymarły dziś wilkowór tasmański, wombaty). Endemiczne są także stekowce do których należą dziobaki. Świat ptaków jest bardzo bogaty.
W Australii żyją takie gatunki jak: emu, kazuary, lirogony, altanniki, papugi i ptaki rajskie. Spośród gadów m.in. występują węże i krokodyle; te ostatnie żyją na północny, charakterystyczny jest np. krokodyl różańcowy. Do jaszczurek należą m.in. agamy i scynki. Do węży należą liczne gatunki pytonów i wiele gatunków węży jadowitych do których należą przede wszystkich zdradnicowate. W ichtiofaunie osobliwością jest endemiczny rogoząb. W wodach okalających szczególnie wschodnie i północne wybrzeże zamieszkują rekiny. Bezkręgowce reprezentowane są przez różne gatunki motyli, w tym wiele endemitów. Liczne są także pająki, gdzie charakterystyczny jest pająk atraks i inne.
Wody Morza Koralowego należącego do Australii słyną z bogactwa koralowców, które utworzyły tam Wielką Rafę Koralową, największą tego typu strukturę na świecie, będącą obecnie pod ścisłą ochroną.